# Corridor de croissance Asie-Afrique
Le corridor de croissance Asie-Afrique ou AAGC (Asia-Africa Growth Corridor) est un accord de coopération économique entre les gouvernements de l'Inde, du Japon et de plusieurs pays africains.
L'AAGC a été annoncé par le Premier ministre indien Narendra Modi lors de la 52e réunion annuelle du sommet de la Banque africaine de développement, qui s’est tenue à Gandhinagar, capitale de l'État du Gujarat, du 22 au 26 mai 2017. Le Système de recherche et d'information pour les pays en développement (RIS), New Delhi, l'Institut de recherche économique pour l'ANASE et l'Asie de l'Est (ERIA), Jakarta, et l'Institut des économies en développement (IDE-JETRO), Tokyo, ont élaboré le document de vision basé sur consultations avec des groupes de réflexion asiatiques et africains. Il vise une collaboration indo-japonaise pour développer une infrastructure de qualité en Afrique, complétée par une connectivité numérique, qui permettrait de concrétiser l'idée de créer une région indo-pacifique libre et ouverte. L'AAGC accordera la priorité aux projets de développement dans les domaines de la santé et des produits pharmaceutiques, de l'agriculture et de l'agroalimentaire, de la gestion des catastrophes et de l'amélioration des compétences. Les aspects de connectivité de l'AAGC seront complétés par une infrastructure de qualité.
Contrairement à l'OBOR, aujourd'hui BRI ( Belt and Road Initiative ), qui implique le développement à la fois d'un corridor terrestre (nouvelle ceinture économique) et océanique (route de la soie marine), l'AAGC sera essentiellement un couloir maritime reliant l'Afrique à l'Inde et aux autres pays de l'Asie du Sud-Est et l'Océanie passant par d'anciennes routes maritimes et créant de nouveaux couloirs maritimes qui relieront les ports de Jamnagar (Gujarat) à Djibouti dans le golfe d'Eden et de même les ports de Mombasa et de Zanzibar seront connectés aux ports près de Madurai; Kolkata sera reliée au port de Sittwe au Myanmar.
« L'AAGC comprendrait quatre composantes principales : projets de développement et de coopération, infrastructure de qualité et connectivité institutionnelle, renforcement des capacités et des compétences et partenariats interpersonnels. Ces quatre composantes ainsi que quatre éléments ou quatre piliers sont complémentaires pour favoriser la croissance et le développement global sur les deux continents ».
Selon le document de vision, de nombreux domaines de collaboration ont été définis. La connectivité numérique soutiendra également la croissance de technologies et de services innovants entre l'Asie et l'Afrique. Selon les personnes impliquées dans le projet, l'Asie a la possibilité de partager ses expériences de croissance et de développement avec l'Afrique. Il se compose de cinq aspects remarquables. Ces aspects sont les suivants: a) mobilisation efficace des ressources financières; b) leur alignement sur le développement socio-économique et les stratégies de développement des pays et régions partenaires; c) l'application de normes de hautes qualités en termes de respect des normes internationales établies pour atténuer l'impact environnemental et social; d) la fourniture d'infrastructures de qualités tenant compte des aspects de l'efficacité et de la durabilité économiques, de l'inclusivité, de la sécurité et de la résistance aux catastrophes, durable ainsi que commode et valorisant; et e) contribution à la société et à l'économie locales.